# Domasze (obwód witebski)
Domasze (biał. Дамашы; ros. Домаши) – wieś na Białorusi, w obwodzie witebskim, w rejonie brasławskim, w sielsowiecie Opsa.

## Historia
W czasach zaborów w granicach Imperium Rosyjskiego. W 1865 wieś, zamieszkiwało tu 75 osób. Wieś należała do Feliksa Platera.
W dwudziestoleciu międzywojennym wieś leżała w Polsce, w województwie nowogródzkim (od 1926 w województwie wileńskim), w powiecie dziśnieńskim (od 1926 w powiecie brasławskim), w gminie Bohiń a następnie w gminie Opsa.
Według Powszechnego Spisu Ludności z 1921 roku wieś zamieszkiwały 244 osoby, 239 było wyznania rzymskokatolickiego, a 5 prawosławnego. Jednocześnie 5 mieszkańców zadeklarowało polską przynależność narodową, 93 białoruską, a 127 litewską. Były tu 43 budynki mieszkalne. W 1931 w 43 domach zamieszkiwały 233 osoby.
Miejscowość należała do parafii rzymskokatolickiej w Opsie. Podlegała pod Sąd Grodzki w Opsie i Okręgowy w Wilnie; właściwy urząd pocztowy mieścił się w Opsie.
W wyniku napaści ZSRR na Polskę we wrześniu 1939 miejscowość znalazła się pod okupacją sowiecką. Od czerwca 1941 roku pod okupacją niemiecką. W 1944 miejscowość została ponownie zajęta przez wojska sowieckie i włączona do Białoruskiej SRR.
Od 1991 w składzie niepodległej Białorusi.